# Samuel Schultze
Samuel Schultze (auch: Schultz, Schulde, Scultetus, Schulcetus; * 28. Oktober 1635 in Eddelak; † 30. Mai 1699 in Hamburg) war ein deutscher lutherischer Theologe.

## Leben
Der Sohn des Diakons Stephan Schultze besuchte das Johanneum in Hamburg und begann am 16. Februar 1656 das Studium der Philosophie an der Universität Wittenberg. Hier erwarb er am 28. April 1657 den akademischen Grad eines Magisters der Philosophie und setzte ein theologisches Studium unter Abraham Calov fort. 1659 bezog er die Universität Straßburg, wo er Studien bei Johann Conrad Dannhauer absolvierte.
1667 wurde Schultze Diakon in Heide (Holstein) und stieg 1681 zum Propst in Norderdithmarschen auf. Als in Hamburg der theologische Streit um die Hamburgische Oper einsetzte, gelegentlich auch zweiter adiaphoristischer Streit genannt, ergab sich für die künftigen Entwicklungen eine neue Konstellation, denn in den Jahren 1683–1689 mussten alle fünf Hauptpastorenstellen neu besetzt werden. Als erster der neu zu besetzenden Stellen rückte Schultze in den Blick und wurde am 4. November 1683 zum Hauptpastor an der St. Petrikirche in Hamburg gewählt.
Um den Anforderungen an jenes Amt gerecht zu werden, begab er sich an die Universität Kiel, wo er unter Matthias Wachsmuth am 21. Dezember 1683 zum Doktor der Theologie promovierte. Am 22. Januar 1684 wurde er als Hauptpastor an der St. Petri-Kirche eingeführt und vier Jahre später am 26. Oktober 1688 zum Senior des geistlichen Ministeriums in Hamburg gewählt. Als höchster evangelischer Vertreter der Hansestadt Hamburg vertrat er bis zu seinem Lebensende die Interessen der Stadt. 1690 war er der Initiator des antipietistischen Hamburger Religions-Revers, der eine längere Kontroverse auslöste.